# Nephrotoma xichangensis
Nephrotoma xichangensis är en tvåvingeart som beskrevs av Yang 1990. Nephrotoma xichangensis ingår i släktet Nephrotoma och familjen storharkrankar. Inga underarter finns listade i Catalogue of Life.